# Partido Castellano-Tierra Comunera
El Partido Castellano-Tierra Comunera (PCAS-TC) es un partido político español fruto de unión de varias formaciones castellanistas de índole nacionalista, provincialista, agrupaciones electorales de ámbito local y provincial y de independientes de las comunidades autónomas de Castilla y León, Comunidad de Madrid y Castilla-La Mancha, unión impulsada y liderada por Tierra Comunera.

## Definición
El PCAS-TC se define como un partido que defiende la unidad política de Castilla como forma de recuperar el protagonismo y la potencialidad económica, social y cultural que le corresponde y como impulsora de la defensa de su patrimonio histórico, cultural y medioambiental, así como la reunificación de Castilla en una sola unidad territorial. 
Se posiciona como alternativa a los grandes partidos, el PSOE y el PP los que considera carentes de proyecto político para Castilla y el conjunto de sus ciudadanos, debilitando las posibilidades de desarrollo de los territorios en los que opera. Se define como castellanista y federalista desde su I Congreso Fundacional, que se celebró en Toledo el 24 de octubre de 2009.
Por tanto, el Partido Castellano es una formación que busca recuperar la identidad castellana , dotar a los castellanos de un proyecto político y social propio y colocar a Castilla como verdadero referente social, cultural y económico en España y Europa, superando problemas endémicos como la despoblación, el envejecimiento, el éxodo de los jóvenes, la falta de sinergias en los tejidos productivos castellanos, la dependencia de sus administraciones a la subvención y el caciquismo imperante en las comunidades castellanas, proponiendo nuevas formas de hacer política y denunciando la corrupción del PSOE y del PP .
EL PCAS-TC tiene como objetivo un ámbito de actuación circunscrito a los territorios que el castellanismo considera de raíz castellana, que son las actuales comunidades autónomas de Castilla y León, Comunidad de Madrid, Castilla-La Mancha, La Rioja y Cantabria, cuya convergencia institucional pretende impulsar.
En las elecciones autonómicas de 2011, el PCAS utilizó la marca Partido de Castilla y León (PCAL) en las circunscripciones de esa comunidad autónoma, mientras que en el resto de provincias se presentó como PCAS, obteniendo 18.011 votos. En las elecciones municipales de ese mismo año logró 143 concejales, 29 de ellos en la provincia de Ávila en coalición con Candidatura Independiente.

## Historia
En julio de 2010 se anunció que se presentaría a las elecciones al Parlamento de Cataluña de 2010 bajo la denominación Partido Castellano-Candidatura de las Culturas de Cataluña.
Desde su creación convivían dos corrientes ideológicas diferenciadas, una castellanista partidaria de la unión de toda Castilla y regionalista castellano-leonesa. Tras el congreso de octubre de 2011 en el que se aprueba, por amplia mayoría, una nueva estrategia y abandono de las siglas PCAL en Castilla y León promovida por la dirección nacional, el sector regionalista en Castilla y León no acepta el cambio de siglas y abandona el partido para fundar uno nuevo, el Partido Regionalista de Castilla y León (PRCAL). El PRCAL más adelante se integró en Ciudadanos.
Para las elecciones al Parlamento Europeo de 2014 se unió a la coalición Primavera Europea, junto con Coalició Compromís, Equo, Chunta Aragonesista, Por un Mundo más Justo, Democracia Participativa, Socialistas Independientes de Extremadura y Coalición Caballas. Primavera Europea obtuvo un eurodiputado en el que se alternaron Jordi Sebastià, de Compromís, y Florent Marcellesi, de Equo. El Partido Castellano promovió dentro de Primavera Europea la celebración en Bruselas de unas jornadas sobre despoblación en junio de 2016, a las que acudieron varios de sus miembros.
En el III Congreso Nacional del PCAS, celebrado en Burgos el 25 de octubre de 2014, resultan elegidos el toledano Pedro Manuel Soriano como presidente de la formación, y el madrileño Javier Benedit como secretario general. En el IV Congreso Nacional del PCAS, celebrado en Guadalajara en octubre de 2017, tanto Soriano como Benedit fueron reelegidos en sus respectivos cargos.
En las elecciones municipales de 2015, el Partido Castellano compareció con la marca Partido Castellano-Tierra Comunera: Pacto. Con este nombre se quería rescatar la marca histórica del castellanismo y aglutinar a los candidatos independientes en una plataforma municipalista. A pesar de la escisión sufrida años antes, PCAS-TC: Pacto obtuvo 77 concejales, recuperando para el castellanismo la alcaldía de Melgar de Fernamental tras 20 años en la oposición. En las elecciones autonómicas, el nombre utilizado por Partido Castellano-Tierra Comunera. PCAS-TC obtuvo 8.089 votos.
En las Elecciones al Parlamento Europeo de 2019 
se presenta dentro de la candidatura Compromiso por Europa en coalición con Compromís, En Marea, Nueva Canarias, Més per Mallorca, Chunta Aragonesista,  Coalición Caballas, Coalición por Melilla, Iniciativa del Pueblo Andaluz,  Izquierda Andalucista,  Verdes de Europa.

## Resultados electorales

### Elecciones generales
|  | 0.09 % |

|  | 0.19 % |

|  | 0.15 % |

|  | 0.01 % |

### Cortes de Castilla y León
| Año  | Votos                               | %                                   | +/- pp                              | Diputados | +/- | Posición | Gobierno           |
| ---- | ----------------------------------- | ----------------------------------- | ----------------------------------- | --------- | --- | -------- | ------------------ |
| 2011 | 13 537                              | 0,94%                               | Nuevo                               | 0/84      | 0   | 6.º      | Extraparlamentario |
| 2015 | 4504                                | 0,33%                               | 0,61                                | 0/84      | 0   | 12.º     | Extraparlamentario |
| 2019 | Dentro de Castilla y León en Marcha | Dentro de Castilla y León en Marcha | Dentro de Castilla y León en Marcha | 0/81      | 0   | 8.º      | Extraparlamentario |
| 2022 | 2851                                | 0,23%                               | 0,10                                | 0/81      | 0   | 11.º     | Extraparlamentario |

### Cortes de Castilla-La Mancha
| Año  | Votos | %     | +/- pp | Diputados | +/- | Posición | Gobierno           |
| ---- | ----- | ----- | ------ | --------- | --- | -------- | ------------------ |
| 2011 | 2752  | 0,24% | Nuevo  | 0/49      | 0   | 6.º      | Extraparlamentario |
| 2015 | 1532  | 0,14% | 0,10   | 0/33      | 0   | 11.º     | Extraparlamentario |
| 2019 | 1411  | 0,13% | 0,01   | 0/33      | 0   | 7.º      | Extraparlamentario |
| 2023 | 1345  | 0,12% | 0,01   | 0/33      | 0   | 10.º     | Extraparlamentario |

### Asamblea de Madrid
| Año  | Votos                   | %                       | +/- pp                  | Diputados | +/- | Posición | Gobierno           |
| ---- | ----------------------- | ----------------------- | ----------------------- | --------- | --- | -------- | ------------------ |
| 2011 | 1722                    | 0,06%                   | Nuevo                   | 0/129     | 0   | 16.º     | Extraparlamentario |
| 2015 | 1755                    | 0,06%                   | 0,00                    | 0/129     | 0   | 18.º     | Extraparlamentario |
| 2019 | 1794                    | 0,06%                   | 0,00                    | 0/132     | 0   | 13.º     | Extraparlamentario |
| 2021 | Dentro de Recortes Cero | Dentro de Recortes Cero | Dentro de Recortes Cero | 0/136     | 0   | 13.º     | Extraparlamentario |

### Parlamento de Cataluña
| Año  | Votos | %     | +/- pp | Diputados | +/- | Posición | Gobierno           |
| ---- | ----- | ----- | ------ | --------- | --- | -------- | ------------------ |
| 2010 | 1066  | 0,03% | Nuevo  | 0/135     | 0   | 25.º     | Extraparlamentario |

### Parlamento Europeo
|  | 1.51 % |

|  | 0.11 % |

## Congresos
| Congresos del PCAS | Lugar                 | Año  | Presidente                 | Secretario general          |
| ------------------ | --------------------- | ---- | -------------------------- | --------------------------- |
| I Congreso         | Toledo                | 2009 | Mariano Fuente Blanco      | Pedro Manuel Soriano Galán  |
| II Congreso        | Segovia               | 2011 | Mariano Fuente Blanco      | Pedro Manuel Soriano Galán  |
| III Congreso       | Burgos                | 2014 | Pedro Manuel Soriano Galán | Javier Benedit Algora       |
| IV Congreso        | Guadalajara           | 2017 | Pedro Manuel Soriano Galán | Javier Benedit Algora       |
| V Congreso         | Melgar de Fernamental | 2021 | Carlos Gómez Llorente      | Luis Antonio Marcos Naveira |

## Partidos que se unieron para formar PCAS-TC
- Alternativa por Castilla y León (ACAL)[13][14]
  - Agrupación Ávila Independiente
  - Agrupación Palencia Independiente
  - Agrupación Segoviana Independiente
  - Agrupación Laguna Independiente
  - Agrupación Riaza Independiente
  - Agrupación El Tiétar Independiente
  - Agrupación Las Merindades de Burgos Independiente
  - Agrupación Guardo Independiente
  - CIVES-Palencia
  - Verdes de Segovia
  - Verdes de Laciana
- Tierra Comunera (TC)
- Candidatura Independiente (CI)
- Partido del Progreso de Ciudades de Castilla y León (PPCCAL)
- Agrupación Ciudadana (AGRUCI)
- Centristas de Ávila
- El Independiente de Zamora[15]

## Elecciones a las Cortes de Castilla y León de 2019
En las elecciones a las Cortes de Castilla y León de 2019 se presentan dentro de la coalición: Izquierda Unida-Anticapitalistas CYL-Partido Castellano / TC–ALTER:En Marcha (IU-Anticapitalistas-PCAS/TC-ALTER). 
No obtuvieron ningún diputado, consiguiendo 31.580 votos, siendo el 2,29% de los votos.

## Elecciones a la Asamblea de Madrid de 2021
De cara a estas elecciones se presenta en coalición dentro de la candidatura denominada RECORTES CERO-PARTIDO CASTELLANO-TIERRA COMUNERA-GRUPO VERDE-MUNICIPALISTAS (RECORTES CERO-PCAS-TC-GV-M), formada por:
- Recortes Cero
  - Unificación Comunista de España
  - Los Verdes-Grupo Verde
- Partido Castellano-Tierra Comunera
- Demos+
- VIVA!
- Vecinos Municipalistas
- Verdes - Independientes de Soto